# Cucumaria lamperti
Cucumaria lamperti är en sjögurkeart. Cucumaria lamperti ingår i släktet Cucumaria och familjen korvsjögurkor. Inga underarter finns listade i Catalogue of Life.